# Dierdre Snijman
Dierdre Snijman (o Deirdré Anne Snijman) es una botánica sudafricana nacida el 27 de junio de 1949 (75 años) en un pueblo cercano a Johannesburgo.
Sus estudios de grado, en botánica y matemática, los realizó en la Universidad de Natal. Obtuvo su maestría en 1973. Se unió al personal del Herbario Compton del famoso jardín botánico Kirstenbosch en 1974. Desde ese momento, y bajo la tutela de célebres botánicos como W.H.Baker, Peter Goldblatt y John Rourke inició sus investigación en el género Haemanthus.
Sus estudios sobre Haemanthus fueron publicados en 1984. Luego continuó estudiando los géneros Hessea y Strumaria y varios otros géneros de Amarilidáceas como parte de su tesis doctoral, grado que obtuvo en 1992.
Actualmente también se halla investigando los géneros de la familia Hypoxidaceae.

## Algunas publicaciones
- alan w. Meerow, d.a. Snijman. 2001. Phylogeny of Amaryllidaceae tribe Amaryllideae based on nrDNA ITS sequences and morphology. Am. J. Bot. 88: 2321-2330

- q.-b. Guy, n. Li, d. Snijman, s.-l.Yang. 2000. Phylogeny of Amaryllidaceae: molecules and morphology. En Monocots: systematic and evolution, K. L. Wilson, D. A. Morrison (eds.) 372-386

- d.a. Snijman. 1996. Systematics of Hessea, Strumaria and Carpolyza (Amaryllideae: Amaryllidaceae). Contributions from the Bolus Herbarium 16. Ann. of the Missouri Bot. Garden 83 ( 3): 362-386

- ----------------, a.e. van Wyk. 1993. H. pauculifolius: A new species of Haemanthus (Amaryllidaceae) from the eastern Transvaal Escarpment, South Africa. S. Afr. J. Bot. 59 (2): 247-250

- ----------------, h.p. Linder. Phylogenetic Relationships, Seed Characters, and Dispersal System Evolution in Amaryllideae (Amaryllidaceae)

- ----------------. 1992. Systematic studies in the tribe Amaryllideae (Amaryllidaceae). Ph.D. dissertation, Univ. of Cape Town, Cape Town, SA

- ----------------. 1991 Kamiesbergia, a new monotypic genus of the Amaryllideae-Strumariinae (Amaryllidaceae) from the north-western Cape. Bothalia 21: 125-128

- ----------------. 1984. A revision of the genus Haemanthus L. (Amaryllidaceae). Journal of South African Botany Supplementary 12: 1-139

- john Manning, peter Goldblatt, d.a. Snijman. The Color Encyclopedia of Cape Bulbs. Timber Press

## Honores
En 1997 recibió la Medalla Herbert otorgada por la "International Bulb Scociety" por sus contribuciones al conocimiento de la plantas bulbosas sudafricanas.

### Eponimia
Su contribución a la exploración botánica de la región de Nieuwoudtville en Sudáfrica le valieron el reconocimiento de que una especie de apiácea fuera bautizada en su honor: Chamarea snijmaniae  B.L.Burtt 1991. Además, una poligonácea (Polygonum snijmaniae S.Ortiz 2008) también ha sido nombrada en su reconocimiento.